# Acanthomintha duttonii
Acanthomintha duttonii là một loài thực vật có hoa trong họ Hoa môi. Loài này được (Abrams) Jokerst mô tả khoa học đầu tiên năm 1991.